# Международная ассоциация Островных игр
Международная Ассоциация Островных Игр (IGA) — структура, которая организовывает международное спортивное соревнование — Островные игры. Она постоянно ищет новые команды островов, готовых состязаться. Любые новые дополнения требуют внесения изменений в конституцию.

## Участники
IGA была основана в 1985 году на Острове Мэн. Тогда ассоциацию составляли 15 команд из 8 стран (Греция, Норвегия, Эстония, Дания, Финляндия, Испания, Швеция, Великобритания).
Сейчас членами IGA являются:

| - Аландские острова - Олдерни - Бермуды - Каймановы острова - Фолклендские острова - Фарерские острова - Фрёйа - Гибралтар - Готланд - Гренландия - Гернси - Хитра | - Остров Мэн - Остров Уайт - Джерси (остров) - Менорка - Оркнейские острова - Родос - Сааремаа - Сарк - Шетландские острова - Остров Святой Елены - Внешние Гебриды - Англси |

Гибралтар — единственный член IGA, который не является островом или группой островов. Это полуостров на Пиренейском полуострове. Гренландия — самый большой по площади остров, больше чем все остальные вместе взятые, но это очень малонаселённый остров. Бывшие члены IGA — Исландия, Мальта и Остров Принца Эдуарда.